# Батитермограф

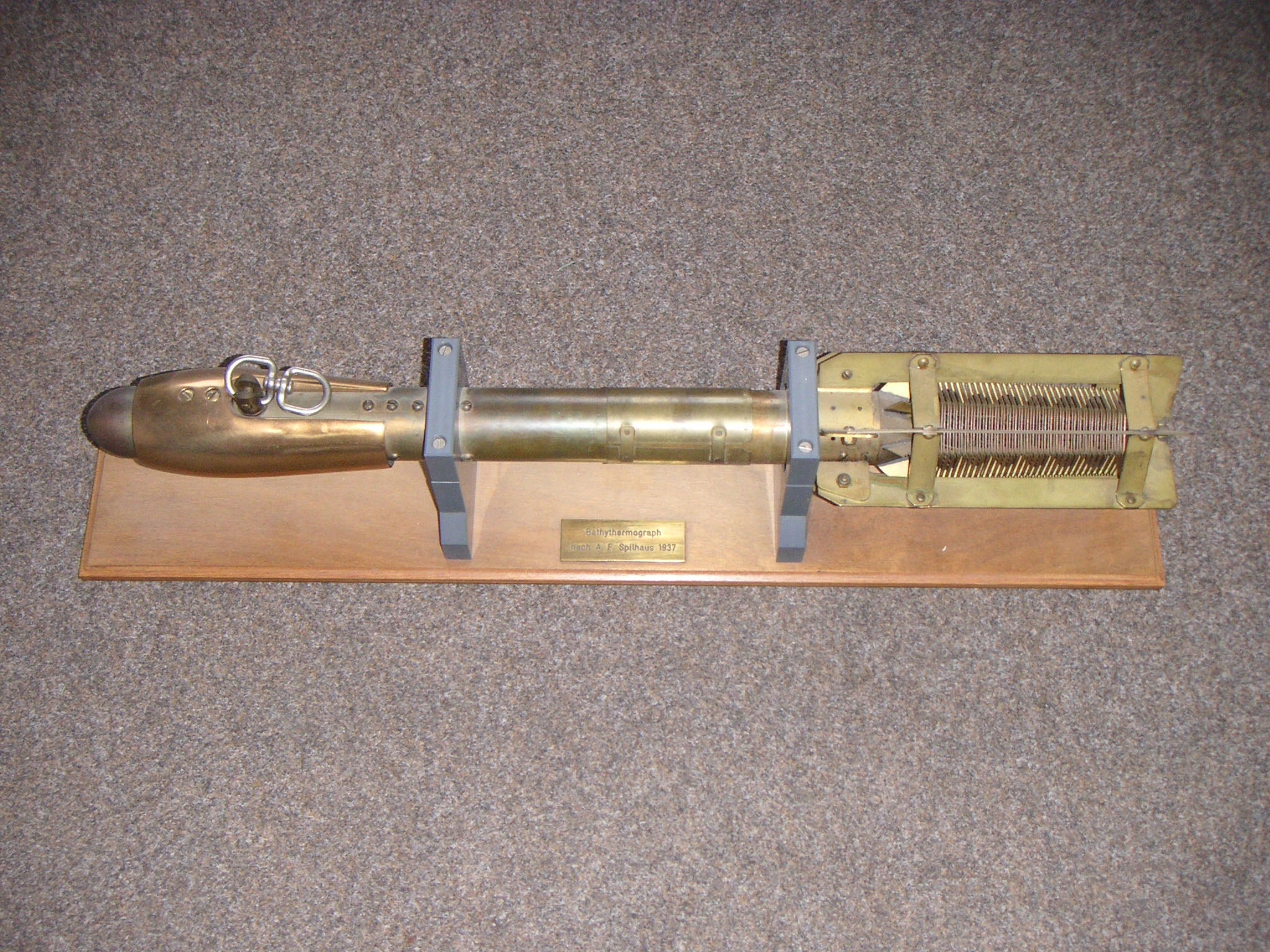
Внешний вид батитермографа

Батитермограф — гидрологический прибор для измерения температуры воды в приповерхностных слоях океана и оценки распределения температуры по глубине.
Как правило, батитермограф имеет форму цилиндра, оснащённого балластной муфтой и стабилизатором. Основными узлами прибора являются датчик давления (батиблок) и датчик температуры (термоблок); принцип действия часто основан на использовании деформаций упругих элементов сенсорной системы, которые возникают при изменении давления и температуры морской воды. Процесс измерений может происходить с борта как неподвижного, так и движущегося со скоростью до 10 узлов плавсредства.